# Catch Me Who Can
Catch Me Who Can (slovensko Ujemi me, kdor more) je bila četrta in zadnja parna lokomotiva konstruktorja Richarda Trevithicka. Prvi dve je zasnoval  za železarni v Coalbrookdaleu in Penydarrenu, tretjo pa za premogovnik Wylam. Lokomotivo Catch Me Who Can  je leta 1808 izdelalo podjetje Rastrick and Hazledine v svoji livarni v Bridgnorthu, Anglija. Trevithick jo je predstavil v »parnem cirkusu«, ki ga je organiziral na krožni progi v Bloomsburyju, malo južno od sedanje železniške postaje Euston Square v Londonu.
Lokomotiva je dosegla hitrost 19 km/h. Za tirnice iz litega železa je bila pretežka. Po iztirjenju, ki ga je povzročila počena tirnica, je Trevithick po štirinajst dneh svoj cirkus zaprl.

## Mehanizem
Konstrukcija lokomotive Catch Me Who Can je bila enostavnejša od konstrukcij prejšnjih lokomotiv.  Horizontalni valj, vztrajnik in zobniški pogon je zamenjal pokončen valj, vgrajen v parni kotel. Bat je gnal par pogonskih koles neposredno preko veznih drogov. Kotel je bil plamenocevni s povratno cevjo in notranjim kuriščem.

## Vir
- Catch Me Who Can.